# 内山昇
内山昇（日语：／ Uchiyama Noboru，1954年4月20日—），日本男子拳击运动员。他曾代表日本参加1974年亚洲运动会拳击比赛，获得一枚铜牌。他也曾参加1976年夏季奥林匹克运动会。